# Walter Camidge
Walter Camidge (2 tháng 1 năm 1912 – tháng 7 năm 1987), hay William A Camidge, là một cầu thủ bóng đá người Anh.
Ông thi đấu cho Dringhouses, York City, Scarborough và Peterborough United.